# Salford City FC
A Salford City Football Club angol labdarúgóklub Salfordban, jelenleg  a League Two-ban játszanak, mely az angol bajnokságok rendszerének negyedik osztálya. 1940-ben alapították a csapatot akkor még Salford Central Mission néven, hazai mérkőzéseit a Moor Lane-en játssza. A klub himnusza a The Pogues által kiadott "Dirty Old Town" című szám, melyet a salfordi születésű Ewan MacColl írt.

## Játékosok

### A jelenlegi keret
2021. augusztus 29-én frissítve.
| #  |     | Poszt | Név                                             |
| -- | --- | ----- | ----------------------------------------------- |
| 1  | WAL | K     | Tom King                                        |
| 3  | GAM | V     | Ibou Touray                                     |
| 4  | ENG | KP    | Jason Lowe                                      |
| 5  | ENG | V     | Ashley Eastham ()                               |
| 6  | IRL | V     | Corrie Ndaba (kölcsönben az Ipswich Towntól)    |
| 7  | IRL | KP    | Tyreik Wright (kölcsönben az Aston Villától)    |
| 8  | NIR | KP    | Matty Lund                                      |
| 9  | ENG | CS    | Tom Elliott                                     |
| 10 | ENG | CS    | Ashley Hunter                                   |
| 11 | ENG | KP    | Josh Morris                                     |
| 12 | ENG | K     | Zach Jeacock (kölcsönben a Birmingham City-től) |

| #  |     | Poszt | Név                                               |
| -- | --- | ----- | ------------------------------------------------- |
| 14 | MSR | KP    | Matty Willock                                     |
| 15 | ENG | KP    | Luke Burgess                                      |
| 16 | ENG | V     | Jordan Turnbull                                   |
| 18 | ENG | CS    | Conor McAleny                                     |
| 19 | ENG | CS    | D’Mani Mellor (kölcsönben a Manchester Unitedtől) |
| 22 | USA | V     | Tylor Golden                                      |
| 28 | ENG | KP    | Alex Denny                                        |
| 32 | WAL | V     | Liam Shephard                                     |
| 37 | ENG | CS    | Brandon Thomas-Asante                             |
| 40 | ENG | CS    | Ian Henderson                                     |

### Tartalékok
2021. július 26-án frissítve.
| #  |     | Poszt | Név             |
| -- | --- | ----- | --------------- |
| 21 | ENG | KP    | James Melhado   |
| 23 | ENG | V     | Kevin Berkoe    |
| 27 | ENG | KP    | Hayden Campbell |
| 29 | WAL | KP    | Matthew Sargent |
| 30 | ENG | KP    | Kelly N'Mai     |

| #  |     | Poszt | Név            |
| -- | --- | ----- | -------------- |
| 31 | ENG | K     | Joel Torrance  |
| 33 | ENG | KP    | Liam Loughlan  |
| —  | ENG | V     | Cerny Ando     |
| —  | ENG | CS    | Marcus Dackers |
| —  | ENG | V     | Anton Smith    |

### Kölcsönben lévő játékosok
| #  |     | Poszt | Név                                                      |
| -- | --- | ----- | -------------------------------------------------------- |
| 39 | WAL | CS    | Momodou Touray (a Bath City-nél 2022. Januárjáig)        |
| —  | ENG | KP    | Ben Rydel (a City of Liverpool-nál 2021. September 2-ig) |

## Edzői stáb
| Pozíció        | Név           |
| -------------- | ------------- |
| Tulajdonos     | David Beckham |
| Tulajdonos     | Nicky Butt    |
| Tulajdonos     | Ryan Giggs    |
| Tulajdonos     | Peter Lim     |
| Tulajdonos     | Gary Neville  |
| Tulajdonos     | Phil Neville  |
| Tulajdonos     | Paul Scholes  |
| Elnök          | Karen Baird   |
| Sport igazgató | Chris Casper  |
| Titkár         | Andrew Giblin |
| Edző           | Gary Bowyer   |
| Másodedző      | Billy Barr    |

| Pozíció              | Név            |
| -------------------- | -------------- |
| Kapusedző            | Carlo Nash     |
| Elemző               | Ross Duncan    |
| Erőnléti edző        | Dave Rhodes    |
| Fizioterapeuta       | Stephen Jordan |
| Sporttudós           | Rob Williams   |
|                      | Youl Mawéné    |
| A Klub orvosa        | Mubin Ibrahim  |
| Szertáros            | Paul Rushton   |
| Az akadémia vezetője | Greg Strong    |
| Megfigyelő           | Chris Herbert  |
| U18-as edző          | Gary Sampson   |
| U18-as másodedző     | Luke Morgan    |

## A csapat eddigi szponzorai
| Év        | Mezgyártó          | Szponzor               |
| --------- | ------------------ | ---------------------- |
| 2006–2007 | ProStar            | ArcelorMittal          |
| 2007–2008 | ProStar            | Avis Steel             |
| 2008–2009 | ProStar            | ArcelorMittal          |
| 2009–2010 | ProStar            | 1010 Taxis             |
| 2010–2011 | Lotto Sport Italia | 1010 Taxis             |
| 2011–2013 | Stanno             | 1010 Taxis             |
| 2013–2014 | SK Kits            | Champion Insurance     |
| 2014–2015 | Carbrini           | Champion Insurance     |
| 2015–2017 | Umbro              | LED Hut                |
| 2017–2019 | Umbro              | Soccer Saturday Super6 |
| 2019–2020 | Kappa              | Soccer Saturday Super6 |
| 2020–2022 | Kappa              | TalkTalk               |

## Sikerlista

### A Szezon játékosa
| Szezon  | Játékosok által   | Fanok által                 |
| ------- | ----------------- | --------------------------- |
| 2008–09 | Steve Foster      | Steve Foster                |
| 2009–10 | Martyn Andrews    | Martyn Andrews Rhodri Giggs |
| 2010–11 | Darren Hockenhull | Matty Cross                 |
| 2011–12 | Darren Hockenhull | Darren Hockenhull           |
| 2012–13 | Jamie Rother      | Ritchie Branagan            |
| 2013–14 | Aaron Walters     | Aaron Walters               |
| 2014–15 | Chris Lynch       | Gareth Seddon               |
| 2015–16 | Chris Lynch       | Chris Lynch                 |
| 2016–17 | Scott Burton      | Michael Nottingham          |
| 2017–18 | Liam Hogan        | Carl Piergianni             |
| 2018–19 | Carl Piergianni   | Carl Piergianni             |
| 2019–20 | Ibou Touray       | Ibou Touray                 |
| 2020–21 | Václav Hladký     | Václav Hladký               |

### Bajnokság
National League (5. osztály)
- Rájátszás győztes: 2018–19

National League North (6. osztály)
- Bajnok: 2017–18

Northern Premier League Premier Division (7. osztály)
- Rájátszás győztes: 2015–16

Northern Premier League Division One North  (8. osztály)
- Bajnok: 2014–15

North West Counties League Premier Division (9. osztály)
- 2. helyen feljutó: 2007–08

### Kupák
EFL Trophy
- Bajnok: 2019–20

Manchester Premier Cup
- Győztes (2): 1977–78, 1978–79
- Döntős (3): 1989–90, 2001–02, 2012–13[9]

North West Counties League League Challenge Cup
- Győztes (1): 2005–06

Lancashire Amateur Cup
- Győztes (3): 1971, 1973, 1975

## Salford City Lionesses
2018-ban megalapult a klub női csapat Salford City Lionesses néven, amely csapat jelenleg a Greater Manchester Women's Football Leagueben szerepel, ami az angol női labdarúgás hetedik osztálya.  A csapat első bajnokiján rekordnak számító 13-0-ás győzelmet aratott a Urmston Meadowside otthonában. Az első szezonjukban rögtön megnyerték a bajnokságot +116-os gólkülönbséggel, valamint három kupadöntőt is játszottak.